# La vedova allegra (operetta)
La vedova allegra (nell'originale tedesco Die lustige Witwe; The Merry Widow in inglese e La Veuve joyeuse in francese) è un'operetta in tre parti di Franz Lehár, su libretto di Victor Léon e Leo Stein, dalla commedia L'Attaché d'ambassade di Henri Meilhac (1861).
Debuttò con enorme successo al Theater an der Wien a Vienna il 30 dicembre 1905 con la boema Mizzi Günther, soprano di operetta, ed il tenore viennese Louis Treumann sotto la direzione del compositore.
L'operetta è stata scritta per un'orchestra di grandi dimensioni comprendente l'Arpa ed il Glockenspiel.
Dopo duecento rappresentazioni (arriveranno ad oltre quattrocento) la direzione del teatro dona a Lehár una medaglia di riconoscimento.
In Italia debutta il 27 aprile 1907 al Teatro Dal Verme di Milano nella traduzione di Ferdinando Fontana con Adrienne Telma, in arte Emma Vecla.
Dopo cinquecento repliche Lehár viene in Italia appositamente a complimentarsi con lei.

## Trama
L'operetta, ambientata a Parigi, parla del tentativo dell'ambasciata Pontevedrina di far sposare la ricca vedova Hanna Glavari con il conte Danilo, sua antica fiamma. Nel frattempo si sviluppa il triangolo amoroso tra il Barone Mirko Zeta, sua moglie Valencienne e Camille de Rossillon.
Hanna Glavari è rimasta presto vedova del ricchissimo banchiere di corte del piccolo stato di Pontevedro; un suo matrimonio con uno straniero provocherebbe la fuoriuscita dei milioni di dote della signora e il collasso delle casse statali. La vedova è ora a Parigi e il sovrano di Pontevedro, preoccupatissimo, incarica il proprio ambasciatore a Parigi, barone Zeta, di trovarle un marito pontevedrino.
L'ambasciatore Zeta e il suo cancelliere Niegus, cercano un candidato e lo individuano nel conte Danilo Danilovich che in passato ha interrotto una storia d'amore con Hanna su pressione della famiglia, a causa delle umili origini di lei. Cogliendo l'occasione del compleanno del sovrano, il barone Zeta organizza una festa all'ambasciata, durante la quale, con Niegus, cerca di convincere Danilo a sposare la vedova. Hanna ama ancora Danilo, tuttavia non lo vuole dimostrare e anzi cerca di ingelosirlo.
Frattanto si intreccia la storia d'amore della moglie del barone Zeta, Valencienne, con il diplomatico francese Camille de Rossillon; durante un ballo in casa Glavari, i due si appartano nel padiglione; stanno quasi per essere scoperti dal barone Zeta, quando Niegus, meno sbadato di quel che sembra, riesce a far uscire per tempo Valencienne e a sostituirla con Hanna.
Quando Hanna esce dal padiglione con Rossillon, sembra chiara la scelta del futuro marito: un parigino... Tutto sembra compromesso; Danilo è furioso e lascia la festa; Zeta non capisce se la moglie lo ha tradito o no.
Ha luogo una nuova festa in casa Glavari con tema le atmosfere e i balli di Chez Maxim's; Danilo si consola bevendo champagne e con le famose ballerine grisettes; Hanna gli spiega però che è stato Niegus a effettuare lo scambio di persona nel padiglione per salvare Valencienne.
Dopo tante schermaglie e sofferenze, Danilo dichiara il proprio amore a Hanna, che annuncia il suo matrimonio con Danilo.
In quanto a Zeta è stato ritrovato il ventaglio della moglie nel padiglione. Rimprovera quindi Valencienne, ma questa gli dice di aprire il ventaglio, dove lei ha scritto "io sono una donna onesta". Felicità del barone e quindi giubilo generale.

## Numeri musicali

### Atto I
- 1 Introduzione: Verehrteste Damen und Herren (Cascada, Zeta, Valencienne, Sylviane, Olga, Praskovia, Camille, St. Brioche, Kromow, Coro)
- 2 Duetto So kommen Sie! ’s ist niemand hier! (Valencienne, Camille)
- 3 Entrata e Ensemble Bitte, meine Herr’n! (Hanna, Cascada, St. Brioche, Coro)
- 4 Entrata O Vaterland (Danilo)
- 5 Duetto Das wäre herrlich! (Valencienne, Camille)
- 6 Finale Damenwahl! (Hanna, Danilo, Cascada, St. Brioche, Valencienne, Coro)

### Atto II
- 7 Introduzione, danza e romanza della Vilja Ich bitte, hier jetzt zu verweilen... Es lebt’ eine Vilja (Anna)
- 8 Duetto Heia, Mädel, aufgeschaut (Hanna, Danilo)
- 9 Marcia-Settetto Wie, die Weiber man behandelt? (Danilo, Zeta, St. Brioche, Cascada, Kromow, Bodanowitsch, Pritschitsch)
- 10 Scena muta e Duetto-Danza
- 11 Romanza Mein Freund, Vernunft!... Wie eine Rosenknospe (Camille)
- 12 Finale Ha! Ha! Hanna und Camille! (Danilo, Zeta, Hanna, Valencienne, Camille, Njegus, SIlviaine, Olga Praskowia, Bogdanowitsch, Kromow, Pritschitsch, Coro)

### Atto III
- 13 Scena di Danza
- 14 Canzone delle Grisettes Ja, wir sind es, die Grisette (Valencienne, Lolo, Dodo, Jou-Jou, Frou-Frou, Clo-Clo, Margot, Danilo, Zeta, Bogdanowitsch, Pritschitsch, Kromow, Coro)
- 15 Duetto Lippen schweigen (Danilo, Hanna)
- 16 Finale Ja, das Studium der Weiber ist schwer! (Hanna, Zeta, Danilo, Valencienne, Lolo, Dodo, Jou-Jou, Frou-Frou, Clo-Clo, Margot, Kromow, Bogdanowitsch, Pritschitsch, Coro)

## Brani celebri
- O Vaterland/Vo da Maxim allor (Danilo)
- Es lebt’ eine Vilja/Romanza della Vilja (Anna)
- Ja, das Studium der Weiber ist schwer!/È scabroso le donne studiar (Danilo, Zeta, St. Brioche, Cascada, Kromow, Bodanowitsch, Pritschitsch)
- Lippen schweigen/Tace il labbro (Danilo, Hanna)

## Curiosità
- Dmitrij Šostakovič cita ironicamente la melodia dell'aria Vo' da Maxim allor (Da geh' ich ins Maxim) nel primo movimento della sua Sinfonia n. 7. Béla Bartók a sua volta cita parodicamente la variazione di questa melodia nel quarto movimento (Intermezzo interrotto, Allegro) del suo Concerto per Orchestra.
- La melodia del Valzer del III atto è tema ricorrente nel film del 1943 L'ombra del dubbio di Alfred Hitchcock e inciso da Dimitri Tiomkin, e nel film del 1943 Il cielo può attendere di Ernst Lubitsch.
- L'opera affascinò molto anche la moglie del compositore Gustav Mahler, Alma, che di persona si è recata proprio a vedere una prima dell'operetta insieme al marito e poi dopo ha scritto su di essa nella sua autobiografia:[3]

## Versioni cinematografiche
- La vedova allegra (The Merry Widow), regia di Erich von Stroheim, con Mae Murray e John Gilbert (1925)
- La vedova allegra (The Merry Widow), regia di Ernst Lubitsch con Jeanette MacDonald e Maurice Chevalier (1934)
- La vedova allegra (The Merry Widow), regia di Curtis Bernhardt, con Lana Turner e Fernando Lamas (1952)

## Discografia parziale
- The Merry Widow (La vedova allegra) - Beverly Sills/Alan Titus/Bruce Fowles/Price/Julius Rudel/New York City Opera, EMI - Grammy Award for Best Opera Recording 1979
- Die Lustige Witwe - John Eliot Gardiner/Wiener Philharmoniker/Barbara Bonney/Bo Skovhus/Bryn Terfel/Cheryl Studer/Heinz Zednik, 1994 Deutsche Grammophon
- Die Lustige Witwe - Herbert von Karajan/Berliner Philharmoniker/Elisabeth Harwood/René Kollo/Teresa Stratas/Zoltan Kelemen, 1972 Deutsche Grammophone
- The Merry Widow - Anton Niessner/Emmy Loose/Erich Kunz/Elisabeth Schwarzkopf/Nicolai Gedda/Otakar Kraus/Josef Schmidinger/Philharmonia Orchestra & Chorus/Otto Ackermann, 1953 Regis/Naxos
- Die lustige Witwe - Heinz Wallberg/Edda Moser/Helen Donath/Hermann Prey/Siegfried Jerusalem/Chor des Bayerischen Rundfunks/Münchner Rundfunkorchester, Warner
- The Merry Widow (Original Broadway Cast Recording) - Dorothy Kirsten, Robert Rounseville - 1952 Sony
- The Merry Widow: Original 1958 London Cast - June Bronhill/Thomas Round/Marion Lowe/Howell Glynne/The Sadler's Well Opera Company and Orchestra/The John McCarthy Singers/Vilem Tausky, Mach60
- Die Lustige Witwe - Berliner Symphoniker/Chor der Deutsche Oper Berlin/Benno Kusche/Dorothea Chryst/Rudolf Schock/Margit Schramm/Jerry J. Jennings/Claudio Nicolai/Julius Katona/Ferry Gruber/Marianne Schreckenbach/Robert Stolz, Sony

## DVD parziale
- The Merry Widow - Richard Bonynge/Joan Sutherland/Ron Stevens/Anne Maree McDonald, regia Lotfi Mansouri, 1988 Kultur
- Die lustige Witwe - Franz Welser-Möst/Ute Gfrerer/Rodney Gilfry/Dagmar Schellenberger, Opernhaus Zürich 2004 Arthaus
- Die lustige Witwe - Manfred Honeck/Gunther Emmerlich/Lydia Teuscher/Bo Skovhus, regia Jérôme Savary, Semperoper Dresden 2007 EuroArts/Naxos
- The Merry Widow - Erich Kunzel/Yvonne Kenny/Bo Skovhus/Angelika Kirchschlager, regia Lotfi Mansouri, San Francisco Opera 2001 Opus Arte/Naxos/BBC
- La Veuve joyeuse - Véronique Gens/Ivan Ludlow/Magali Léger, 2007 Virgin/Erato/France 3
- The Merry Widow - Andrew Davis/Renée Fleming/Nathan Gunn/Kelli O'Hara/Alek Shrader/Thomas Allen/Carson Elrod/Metropolitan Opera, regia di Susan Stroman, 2015 Decca DVD e Blu-ray Disc